# 西德維納
56°15′48″N 32°05′02″E / 56.2633°N 32.0839°E
西德維納，是俄羅斯特維爾州西部的一個城市，位於西德維納河右岸。2002年人口10,212人。
1900年因鐵路的興建而建立，1937年建市。